# Theodor Poretschkin
Theodor Poretschkin (* 22. November 1913 in Sankt Petersburg; † 1. April 2006 in Bonn) war ein Brigadegeneral des Heeres der Bundeswehr. Während des Zweiten Weltkriegs diente er als Nachrichtenoffizier des Geheimen Funkmeldedienstes im Oberkommando der Wehrmacht (OKW).

## Leben

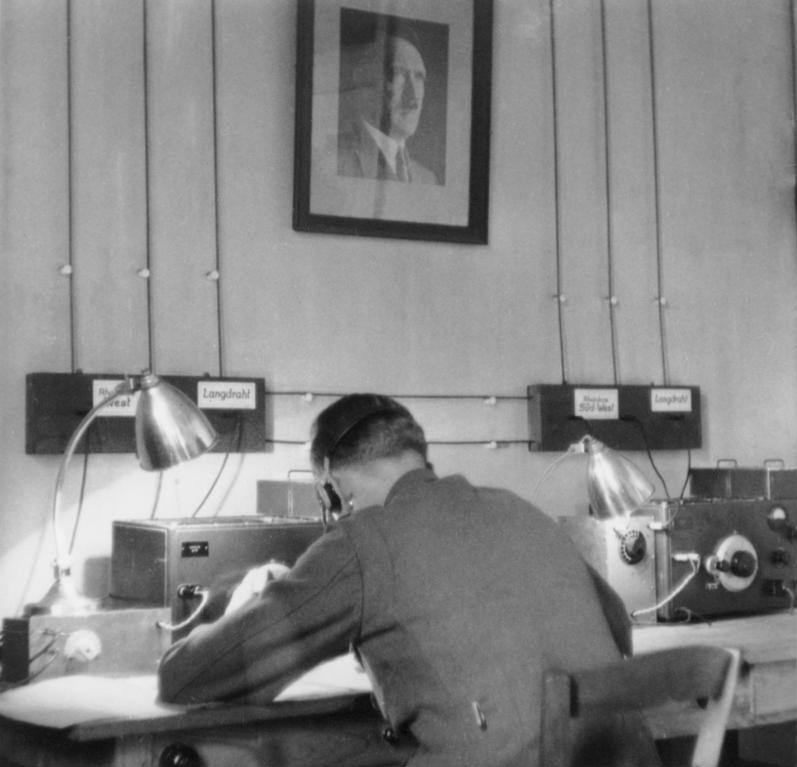
Soldat des Geheimen Funkmeldedienstes des OKW (1939)

Ein Jahr vor Ausbruch des Ersten Weltkriegs wurde Theodor Poretschkin als Sohn des russischen Bankkaufmanns Theodor Poretschkin und dessen Ehefrau Elisabeth, geborene Paschke, im Russischen Kaiserreich geboren. Auf Grund der Wirrnisse in der damaligen Hauptstadt des Russischen Reiches siedelte die Mutter, eine Deutsche von Geburt, mit dem damals dreijährigen Theodor und seiner Schwester Irene während der Oktoberrevolution in den vergleichsweise sicheren Kaukasus, nach Kogan ans Schwarze Meer um, bevor sie 1922 ins Deutsche Reich auswanderten. Ein Jahr zuvor hatte sie sich von ihrem Ehemann scheiden lassen, der im Gefängnis saß. Bei der Übersiedlung der Familie Poretschkin nach Deutschland war der Bruder von Theodors Mutter, Adolf Paschke (1891–1978), behilflich.
Die Familie Poretschkin siedelte sich zuerst in Sonnenwalde bei Berlin und später in Berlin an. Hier besuchte Theodor Poretschkin auch die Schule und legte 1933 am 3. März sein Abitur ab. Auf Anraten seines Onkels Adolf Paschke nahm er 1933 eine Offiziersausbildung bei der Reichswehr in der 3. Preußischen Nachrichten Abteilung in Potsdam-Nedlitz auf. Am 20. Dezember des gleichen Jahres wurde er zum Unteroffizier befördert. Mit Abschluss seiner Offiziersausbildung 1935 wurde er in Potsdam bei der Nachrichtenabteilung 43 eingesetzt. Bereits am 1. April 1936 wurde er zur Panzernachrichten-Abteilung 39 kommandiert und bezog im Juni des gleichen Jahres das Nachrichtenobjekt in Stahnsdorf. Mitte des Jahres 1937 erfolgte seine Beförderung zum Oberleutnant und in dieser Position nahm er ab 1. Oktober 1938 am Einmarsch in das Sudetenland teil. Auch bei der ein Jahr später erfolgten Okkupation der Tschechoslowakei am 15. März 1939 war er beim Einmarsch in Prag dabei. Hier lernte er seine spätere Ehefrau Gerta Schneeberger kennen. Bereits einen Monat später kehrte er an seinen Standort in Stahnsdorf zurück.

## Zweiter Weltkrieg
Von da an erfolgten die Vorbereitungen der deutschen Wehrmacht zum Überfall auf Polen. Von diesem Kriegsziel hatte er im Vorfeld erst seit dem 25. August 1939 Kenntnis, bedingt durch seine Tätigkeit im Nachrichtenwesen der Wehrmacht. Zu diesem Zeitpunkt war ihm bewusst, dass der sogenannte Kriegsauslöser, der Überfall auf den Sender Gleiwitz am 31. August nur eine fingierte Aktion war. An der Aggression gegen Polen nahm er im September 1939 als Kompaniechef der Panzer-Nachrichtenkompanie 90 teil. Unmittelbar nach der Kapitulation des polnischen Staates am 6. Oktober 1939 setzten bereits die Vorbereitungen auf den Feldzug gegen Frankreich ein. Als Kompaniechef war es seine Aufgabe, stabile Nachrichtenverbindungen zwischen den einzelnen Einheiten aufrechtzuerhalten, das Chiffrieren und Dechiffrieren von Befehlen und Informationen, vor allem unter Nutzung der Chiffriertechnik „Enigma“ sicherzustellen. Für den „Fall Gelb“ wurde seine Einheit dem XIX. Panzerkorps unter General Heinz Guderian (1888–1954) zugeteilt. Ab 10. Mai 1940 nahm Poretschkin an den Kampfhandlungen gegen Frankreich teil. Doch bereits im Juni 1940 erfolgte eine neue Unterstellung der 10. Panzerdivision, zu der seine Nachrichtenabteilung gehörte, unter General Ewald von Kleist  (1881–1954) und eine Stationierung im Raum Ostpreußen. Von hier aus erfolgten die Vorbereitungen zum Überfall auf die Sowjetunion. Am 1. April 1941 wurde er zum Hauptmann befördert und stieg zum Adjutanten des Nachrichtenführers Hans Negendank (1894–1986) auf.

### Überfall auf die Sowjetunion
Am Überfall auf die Sowjetunion im Sommer 1941 war Theodor Poretschkin als Kommandeur der Panzernachrichten-Abteilung 11 beteiligt. Erste Demoralisationen innerhalb der Truppe wurden für ihn sichtbar, als die geplante Einnahme Moskaus daneben ging, am 7. Dezember 1941 die USA in den Krieg eintrat, sich die Schwierigkeiten des russischen Winters bei den Soldaten und dem Kriegsmaterial deutlich bemerkbar machten. Nach mehreren Veränderungen im Kommando und den Zuordnungen seiner Nachrichtenabteilung zu immer wieder neuen Einheiten im Frontbereich wurde er, inzwischen im Rang eines Majors, am 1. August 1943 ins Oberkommando der Wehrmacht (OKW), Amt Ausland/Abwehr versetzt und hier als Referatsleiter I i eingesetzt. Kurz darauf zum 15. September 1943 erfolgte die Eingliederung der Funkabwehr, des Geheimen Funkmeldedienstes, in die Abteilung Abwehr I (Geheimer Meldedienst). Die Abteilung I i stand unter dem Kommando von Kurt Rasehorn (1897 – ab 1946 verschollen). Deren Aufgaben bestanden in der Sicherstellung der Funkverbindungen für alle Abteilungen, auch ins Ausland. Außerdem in der Ausbildung von Funkern, dem Aufbau eines geheimen Funkverkehrs zu den Abwehraußenstellen (Ast) und den eingesetzten Agenten. Das erfolgte an den Standorten in Stahnsdorf, Wurzen, später auch in Nieschwitz bei Leipzig und der OKW-Aussenstelle Belzig. Belzig war vor allem für die Gewährleistung des Funkverkehrs zu den Übersee-Agenten und den Bau von leistungsstarken Kleinsendern verantwortlich. Mit zunehmendem Druck aus den Bereichen des Sicherheitsdienstes der SS, der Gestapo und der NSDAP sahen die Verantwortlichen um Poretschkin eine dringende Aufgabe darin, ihren Verantwortungsbereich dem drohenden Einfluss, vor allem des SD, zu entziehen. Um diesen Schritt zu schaffen, planten sie eine umgehende Modernisierung des Standortes Belzig und die Aufstellung des Nachrichtenregiments 506 unter ihrer Regie.
Doch das Jahr 1944 barg mehrere Ereignisse in sich, die deutlich werden ließen, dass das „Tausendjährige Reich“ seinem Ende zuging. Im Februar 1944 erfuhr Theodor Poretschkin von der Amtsenthebung des Chefs der Abwehr Wilhelm Canaris (1887–1945). Das war für ihn ein sicheres Zeichen des beginnenden Griffs des Reichssicherheitshauptamtes auf die „Abwehr“. Im Mai 1944 wurden die Angehörigen der Abwehr nach Salzburg auf das Schloss Mirabell eingeladen. Ziel dieser Veranstaltung war die Amtsübergabe des Amtes Ausland/Abwehr an Heinrich Himmler (1900–1945). In Gang gesetzt wurde damit die Unterordnung der deutschen Geheimdienste unter das neu geschaffene Amt Mil und zugleich die Auflösung der „Abwehr“. Eine entsprechende Vereinbarung war, wie ihm als Referatsleiter von I i gegenüber dargestellt wurde, im Mai zwischen dem OKW und dem RSHA getroffen worden. Es blieb ihm nicht verborgen, dass die Einflussmöglichkeiten seines direkten Vorgesetzten Georg Hansen (1904–1944) immer geringer wurden. Gipfelpunkt war dann das misslungene Attentat auf Adolf Hitler am 20. Juli 1944 in der Wolfsschanze. Poretschkin selbst konnte noch die Festnahme von Egidius Schneider (1893–1958) an seinem Dienststandort in Potsdam-Eiche selbst wahrnehmen. Er erfuhr von der unmittelbaren Festnahme seines früheren Vorgesetzten Erich Fellgiebel (1886–1944) noch am Tag des Attentates. Und Poretschkin wurde auch selbst vom eingesetzten Vernehmer zur Untersuchung der Hintergründe des Attentats Walter Huppenkothen (1907–1979) befragt.
Im September 1943 wurde Theodor Poretschkin, zusammen mit seinem Arbeitsbereich und dem Nachrichtenregiment 506 dem Amt Mil E zugegliedert. Damit war es Bestandteil des Amtes VI unter Walter Schellenberg geworden, der sich auch die Gelegenheit nicht nehmen ließ, eine Inspektion an den Standorten Stahnsdorf und Belzig vorzunehmen. In dieser Zeit war auch mit der Ausbildung von „Werwölfen“ begonnen worden. Lehrbeauftragter dafür war Otto Skorzeny (1908–1975), aber es hat nichts mehr funktioniert, wie Poretschkin selbst deutlich machte. Anfang 1945 begann er mit der Auslagerung einzelner Teile des Nachrichtenregiments nach Thüringen und Franken, um sie dem möglichen Zugriff der herannahenden Truppen der sowjetischen und amerikanischen Streitkräfte zu entziehen. Dann setzte er sich auch mit einigen Führungskräften seines Arbeitsbereiches in Richtung Chiemsee in Marsch. In der Nähe von Ochsenfurt wurden sie dann von amerikanischen Einheiten gefangen genommen. Da sie aber für „unbedeutsam“ erachtet wurden, kamen sie am 13. Juli 1945 wieder auf freien Fuß. Doch am 23. November 1945 wurde Poretschkin erneut verhaftet und zu Vernehmungen in Höchst (heute Frankfurt-Höchst) und Oberursel interniert. Erst nach einer Verlegung nach Frankfurt am Main wurde er am 18. März 1947 entlassen.
In den Jahren 1947 und 1948 versuchte sich Theodor Poretschkin als Erntehelfer und mit anderen Aushilfstätigkeiten den Lebensunterhalt zu erarbeiten und einen Sinn für ein neues Leben zu finden. Zeitweilig wurde er auch zur Unterstützung und Begutachtungen im Rahmen des I.G.-Farben-Prozess in Nürnberg mit herangezogen. Inzwischen wohnte er in Oberwesel am Rhein auf einem landwirtschaftlichen Gut Schönberg, hatte seine Mutter dorthin geholt und nach einer zwangsläufigen Scheidung von seiner ersten Ehefrau in Prag auch eine neue Partnerin gefunden.

## In der Bundesrepublik Deutschland
Am 27. April wurde Theodor Poretschkin als Berater und Gutachter zum Amt Blank, für den Aufbau der zukünftigen Streitkräfte der Bundesrepublik Deutschland geholt. Mit der Bildung der Bundeswehr wurde er am 1. November 1955 zum Oberstleutnant befördert und als Referatsleiter für das Personal der zukünftigen Fernmeldetruppen im Bundesministerium der Verteidigung eingesetzt. Am 7. Februar 1966 erfolgte seine Beförderung zum Brigadegeneral und Kommandeur der Führungsfernmeldebrigade 700 in Meckenheim. Zum 1. April 1970 wurde er in den Ruhestand versetzt. Doch Theodor Poretschkin blieb bis ins hohe Alter aktiv. So war der 90-jährige Brigadegeneral a. D. im Jahr 2003 ältester Teilnehmer beim „Fernmeldering“, einem jährlich stattfindenden Treffen aktiver Fernmelder mit ehemaligen Angehörigen der Nachrichtentruppe. Er starb am 1. April 2006 im Alter von 92 Jahren in Bonn.